# Férfi nyolcas evezés a 2012. évi nyári olimpiai játékokon
A 2012. évi nyári olimpiai játékokon az evezés férfi nyolcas versenyszámát július 28. és augusztus 1. között rendezték Eton Dorney-ben. A versenyt a német hajó nyerte a kanadai és a brit egység előtt.

## Versenynaptár
Az időpontok helyi idő szerint, zárójelben magyar idő szerint olvashatóak.
| Dátum                      | Időpont       | Forduló     |
| -------------------------- | ------------- | ----------- |
| 2012. július 28., szombat  | 10:10 (11:10) | Előfutamok  |
| 2012. július 30., hétfő    | 9:50 (10:50)  | Reményfutam |
| 2012. augusztus 1., szerda | 10:30 (11:30) | Döntő       |

## Eredmények
Az idők másodpercben értendők. A rövidítések jelentése a következő:
- QA: Az A-döntőbe jutás helyezés alapján
- QB: A B-döntőbe jutás helyezés alapján

### Előfutamok
Két előfutamot rendeztek, négy-négy résztvevővel. Az első helyezett automatikusan a döntőbe jutott, a többiek a reményfutamba kerültek.
| Helyezés | Nemzet | Idő      | Mj       |
| 1. futam | 1. futam | 1. futam | 1. futam |
| -------- | --- | -------- | -------- |
| 1.       | Egyesült Államok (USA) · David Banks, Grand James, Ross James, William Miller, Giuseppe Lanzone, Stephen Kasprzyk, Jacob Cornelius, Brett Newlin, kormányos: Zachary Vlahos                  | 5:30,72  | QA       |
| 2.       | Ausztrália (AUS) · Samuel Loch, Francis Hegerty, Cameron McKenzie McCharg, Bryn Coudraye, Thomas Swann, Joshua Booth, Matthew Ryan, Nicholas Purnell, kormányos: Tobias Lister               | 5:32,43  |          |
| 3.       | Lengyelország (POL) · Marcin Brzezinski, Michal Szpakowski, Mikolaj Burda, Piotr Hojka, Zbigniew Schodowski, Piotr Juszczak, Kristian Aranowski, Rafal Hejmej, kormányos: Daniel Trojanowski | 5:35,64  |          |
| 4.       | Ukrajna (UKR) · Anton Kholiaznyikov, Viktor Grebenyikov, Ivan Timko, Artem Moroz, Andrij Priveda, Valentyin Kletskoj, Oleg Likov, Sergij Csikanov, kormányos: Oleksandr Konovaljuk           | 5:38,02  |          |
| 2. futam | |          |          |
| 1.       | Németország (GER) · Filip Adamski, Andreas Kuffner, Eric Johannesen, Maximilian Reinelt, Richard Schmidt, Lukas Müller, Florian Mennigen, Kristof Wilke, kormányos: Martin Sauer             | 5:25,52  | QA       |
| 2.       | Nagy-Britannia (GBR) · Alex Partridge, James Foad, Tom Ransley, Richard Egington, Mohamed Sbihi, Greg Searle, Matt Langridge, Constantine Louloudis, kormányos: Phelan Hill                  | 5:27,61  |          |
| 3.       | Hollandia (NED) · Sjoerd Hamburger, Diederik Simon, Rogier Blink, Matthijs Vellenga, Roel Braas, Jozef Klaassen, Olivier Siegelaar, Mitchel Steenman, kormányos: Peter Wiersum               | 5:28,99  |          |
| 4.       | Kanada (CAN) · Gabriel Bergen, Douglas Csima, Rob Gibson, Conlin McCabe, Malcolm Howard, Andrew Byrnes, Jeremiah Brown, Will Crothers, kormányos: Brian Price                                | 5:37,91  |          |

### Reményfutam
Egy reményfutamot rendeztek, hat hajóval. Az első négy helyezett az A-döntőbe jutott, a többiek a B-döntőbe kerültek.
| Helyezés | Nemzet | Idő      | Mj       |
| 1. futam | 1. futam | 1. futam | 1. futam |
| -------- | --- | -------- | -------- |
| 1.       | Nagy-Britannia (GBR) · Alex Partridge, James Foad, Tom Ransley, Richard Egington, Mohamed Sbihi, Greg Searle, Matt Langridge, Constantine Louloudis, kormányos: Phelan Hill                  | 5:26,85  | QA       |
| 2.       | Kanada (CAN) · Gabriel Bergen, Douglas Csima, Rob Gibson, Conlin McCabe, Malcolm Howard, Andrew Byrnes, Jeremiah Brown, Will Crothers, kormányos: Brian Price                                | 5:27,41  | QA       |
| 3.       | Hollandia (NED) · Sjoerd Hamburger, Diederik Simon, Rogier Blink, Matthijs Vellenga, Roel Braas, Jozef Klaassen, Olivier Siegelaar, Mitchel Steenman, kormányos: Peter Wiersum               | 5:27,98  | QA       |
| 4.       | Ausztrália (AUS) · Samuel Loch, Francis Hegerty, Cameron McKenzie McCharg, Bryn Coudraye, Thomas Swann, Joshua Booth, Matthew Ryan, Nicholas Purnell, kormányos: Tobias Lister               | 5:28,67  | QA       |
| 5.       | Lengyelország (POL) · Marcin Brzezinski, Michal Szpakowski, Mikolaj Burda, Piotr Hojka, Zbigniew Schodowski, Piotr Juszczak, Kristian Aranowski, Rafal Hejmej, kormányos: Daniel Trojanowski | 5:30,34  | QB       |
| 6.       | Ukrajna (UKR) · Anton Kholiaznyikov, Viktor Grebenyikov, Ivan Timko, Artem Moroz, Andrij Priveda, Valentyin Kletskoj, Oleg Likov, Sergij Csikanov, kormányos: Oleksandr Konovaljuk           | 5:42,19  | QB       |

### Döntők

#### B-döntő
A B-döntőt a reményfutam 5-6. helyezettjeivel (két hajóval) rendezték.
| Helyezés (Összesített) | Nemzet | Idő     |
| ---------------------- | --- | ------- |
| 1. (7.)                | Lengyelország (POL) · Marcin Brzezinski, Michal Szpakowski, Mikolaj Burda, Piotr Hojka, Zbigniew Schodowski, Piotr Juszczak, Kristian Aranowski, Rafal Hejmej, kormányos: Daniel Trojanowski | 5:57,67 |
| 2. (8.)                | Ukrajna (UKR) · Anton Kholiaznyikov, Viktor Grebenyikov, Ivan Timko, Artem Moroz, Andrij Priveda, Valentyin Kletskoj, Oleg Likov, Sergij Csikanov, kormányos: Oleksandr Konovaljuk           | 6:07,33 |

#### A-döntő
Az A-döntőt hat hajóval rendezték, az előfutamok első helyezettjeivel, valamint a reményfutam 1-4. helyezettjeivel.
| Helyezés | Nemzet | Idő     |
| -------- | --- | ------- |
| Arany    | Németország (GER) · Filip Adamski, Andreas Kuffner, Eric Johannesen, Maximilian Reinelt, Richard Schmidt, Lukas Müller, Florian Mennigen, Kristof Wilke, kormányos: Martin Sauer | 5:48,75 |
| Ezüst    | Kanada (CAN) · Gabriel Bergen, Douglas Csima, Rob Gibson, Conlin McCabe, Malcolm Howard, Andrew Byrnes, Jeremiah Brown, Will Crothers, kormányos: Brian Price                    | 5:49,98 |
| Bronz    | Nagy-Britannia (GBR) · Alex Partridge, James Foad, Tom Ransley, Richard Egington, Mohamed Sbihi, Greg Searle, Matt Langridge, Constantine Louloudis, kormányos: Phelan Hill      | 5:51,18 |
| 4.       | Egyesült Államok (USA) · David Banks, Grand James, Ross James, William Miller, Giuseppe Lanzone, Stephen Kasprzyk, Jacob Cornelius, Brett Newlin, kormányos: Zachary Vlahos      | 5:51,48 |
| 5.       | Hollandia (NED) · Sjoerd Hamburger, Diederik Simon, Rogier Blink, Matthijs Vellenga, Roel Braas, Jozef Klaassen, Olivier Siegelaar, Mitchel Steenman, kormányos: Peter Wiersum   | 5:51,72 |
| 6.       | Ausztrália (AUS) · Samuel Loch, Francis Hegerty, Cameron McKenzie McCharg, Bryn Coudraye, Thomas Swann, Joshua Booth, Matthew Ryan, Nicholas Purnell, kormányos: Tobias Lister   | 5:51,87 |